# Shadowlands
 Shadowlands és una pel·lícula estatunidenca de Richard Attenborough, estrenada el 1993.

## Argument
La història parcial, però certa de Clive Staples Lewis.

## Repartiment
- Roddy Maude-Roxby: Arnold Dopliss
- Anthony Hopkins: Jack Lewis
- Edward Hardwicke: Warnie Lewis
- Robert Flemyng: Claude Bird
- Debra Winger: Joy Gresham

## Al voltant de la pel·lícula
- William Nicholson ja havia dirigit amb el mateix guió un telefilm per a la BBC el 1985.
- A la pel·lícula es pot veure a l'actor Anthony Hopkins relatar la màgia de l'armari del món de Narnia.